# Psychothérapie
La psychothérapie (/psi.ko.te.ʁa.pi/) comprend les soins ou l'accompagnement, prodigués par une personne formée à cela, à une ou plusieurs autres personnes souffrant de problèmes psychologiques, parfois en complément d'autres types d'interventions à visée thérapeutique (médicaments notamment).
Suivant les patients (enfant ou adulte), le type et la sévérité du trouble, et le contexte de l'intervention, de nombreuses formes de psychothérapies coexistent, qui s'appuient sur autant de pratiques différentes reposant elles-mêmes sur des approches théoriques diverses et parfois contradictoires.
La plupart reposent néanmoins sur l'établissement d'une relation interpersonnelle entre le patient et le thérapeute dans le cadre d'un contrat explicite de soins. Elles se distinguent en cela des pratiques d'accompagnement de l'individu sain (coaching, développement personnel) parfois menées dans un cadre spirituel, religieux voire sectaire.
En France, plus particulièrement depuis les années 1990, la règlementation de l'exercice des psychothérapeutes a fait l'objet d'intenses débats mettant aux prises les praticiens se réclamant des principales approches que sont les psychothérapies d'inspiration psychanalytique, psychodynamique, humaniste, systémique et cognitivo-comportementale. Le titre de psychothérapeute est désormais réglementé.

## Origine du concept
Les « psychothérapies » trouvent leur origine dans différentes pratiques, dont l'analyse psychologique de Pierre Janet, la cure par la parole de Josef Breuer, l'hypnose et la psychanalyse. Certaines sources désignent parfois les méthodes des thérapeutes d'Alexandrie dont rend compte Philon d'Alexandrie ou les travaux de Paracelse comme les premières psychothérapies[réf. nécessaire].
Le sens moderne a été proposé par le psychiatre anglais Walter Cooper Dendy (en), qui introduit le terme de psychotherapeia en 1853. Le terme définitif de psychothérapie aurait été inventé par Hippolyte Bernheim, chef de file de l'École de Nancy « qui publia en 1891 un ouvrage intitulé Hypnotisme, suggestion, psychothérapie ». Toutefois, le mot psychothérapie apparaît à la fin du XIXe siècle en Allemagne. Celui-ci est construit sur les racines grecques θεραπεία, therapeía, « cure », et ψυχή, psykhê, « âme », « esprit », signifiant littéralement « thérapies par la psyché ».
Les psychothérapies ont pour vocation de « soigner par l'esprit » des souffrances tant psychiques que somatiques dans le cadre d'une relation à un psychothérapeute. « La psychothérapie [est] souvent considérée à tort comme un soin de l'esprit. » Résumant les indications de la psychothérapie, Bernheim écrit dans De la suggestion que le « ténesme, la diarrhée, les vomissements liés à une affection organique peuvent aussi être exagérés par le psychisme et justiciables dans une certaine mesure de la suggestion. On le voit, le champ de la psychothérapie est très vaste ; elle peut intervenir utilement dans toutes les maladies qui s'inscrivent dans une dynamique psycho-somatique avec une prédilection pour l’élément psychonerveux de ces maladies. »
Les approches sont nombreuses et correspondent à de nombreux modèles théoriques différents voire contradictoires. La psychothérapie est distincte du counseling ou du coaching en vogue dans les pays anglo-saxons et qui ne présupposent ni formation universitaire ni formation à la psychopathologie, bien que ces activités soient parfois exercées par des psychologues ou des psychiatres de formation.

## Histoire

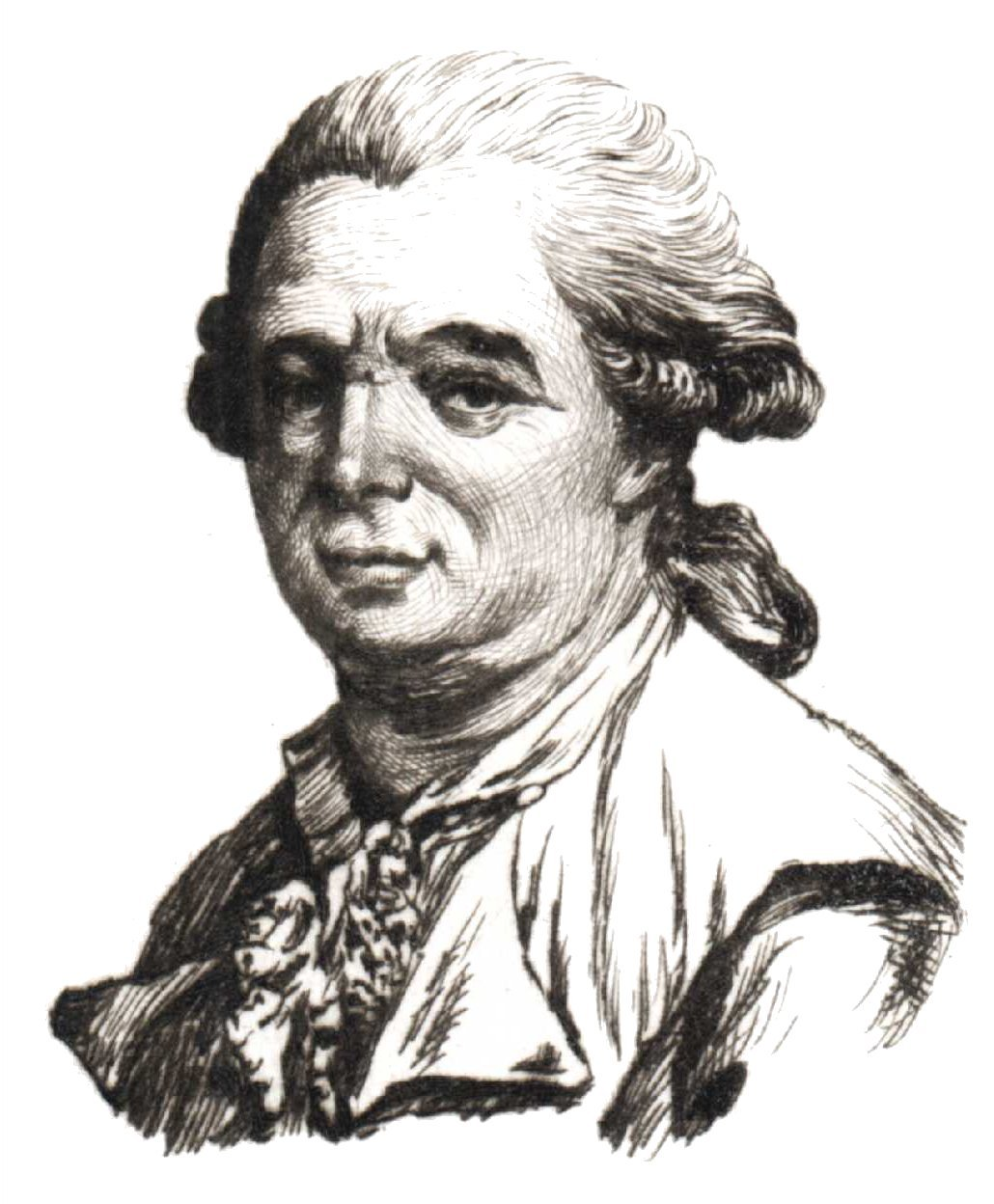
Portrait de Franz-Anton Mesmer.

Le désir de guérir ou de « prendre soin des hommes » semble inscrit dans la nature humaine,. C'est une aptitude que beaucoup de gens possèdent mais qui, pour devenir une compétence, demande à être développée par l'apprentissage de théories et de techniques.
Les soins par la psyché étaient déjà connus des Grecs : le temple d'Epidaure en Grèce est longtemps un lieu de pèlerinage pour les malades. À la fin du XIXe siècle, les progrès de la médecine et de la psychologie vont permettre le développement scientifique de techniques à proprement parler psychothérapeutiques. Le terme « psycho-thérapie » est inventé en 1872 par Daniel Hack Tuke pour décrire ses propres travaux,. Ces progrès sont sans cesse remis en cause, probablement du fait que la souffrance psychique est peu ou pas objectivable, à l'opposé de la souffrance physique qui est plus facilement identifiable.

### Psychothérapie, psychiatrie et psychologie

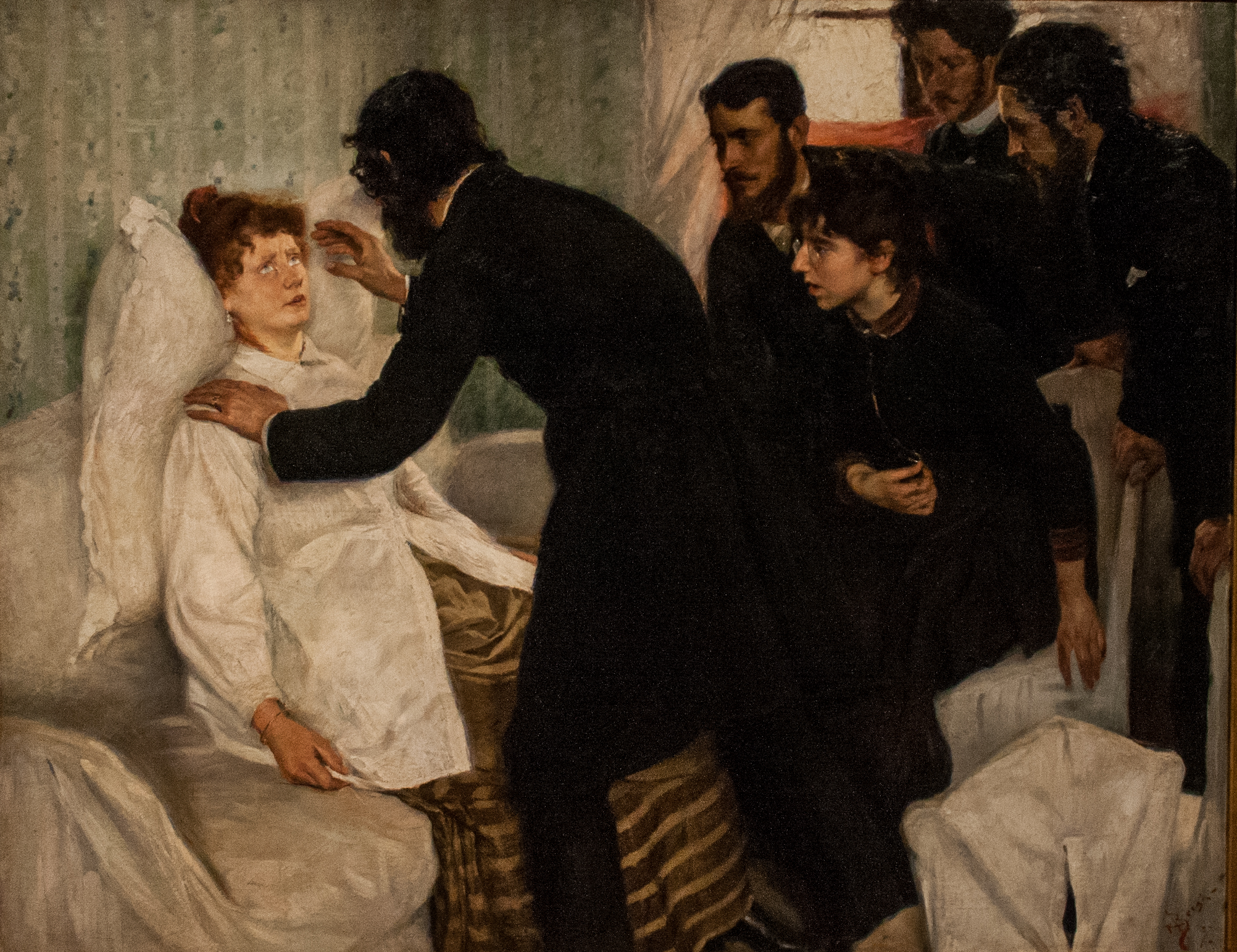
Séance d'hypnose en 1887.

Il existe plusieurs périodes dans l'histoire de la psychothérapie. L'origine se trouve dans les pratiques animistes, encore répandues, y compris dans les pays développés[citation nécessaire]. Elles ont survécu jusqu'ici sous différentes formes qui coexistent avec d'autres plus récentes. À partir du XVIIe siècle et jusqu'en 1893, c'est le développement des traitements par la suggestion. L'intérêt pour les traitements psychiques des enfants apparaît à la fin de cette période. De 1886 à 1925, Pierre Janet met en place sa méthode psychothérapeutique, l'analyse psychologique, basée sur la notion d'automatisme psychique existant à des niveaux plus ou moins profonds du psychisme. Ces découvertes sont d'importance. En 1925, Sigmund Freud a conceptualisé et systématisé l'inconscient et la sexualité infantile[citation nécessaire], notions fondamentales de la psychanalyse. Les conflits inconscients — résultant d'une dualité pulsionnelle — ne sont pas accessibles à la cure et doivent être mis au jour et élaborés durant le traitement psychanalytique. C'est une des premières fois dans l'histoire qu'on utilise scientifiquement la parole comme vecteur thérapeutique de manière aussi codifiée. Cet axe Paris - Vienne alors créé est très fécond à l'époque. En France, c'est entre autres sous l'impulsion de René Diatkine, de Serge Lebovici et de Françoise Dolto que la psychanalyse des enfants est devenue réalité.

## Profession

### Éthique
Le statut des psychothérapeutes est réglementé en France depuis 2010, au niveau de la formation et des conditions d'inscriptions sur la liste ADELI. Le respect des différents codes de déontologie dépend de l'affiliation des psychothérapeutes à des organisations professionnelles comme l'Ordre des médecins. Les pratiques des psychothérapeutes qui ne sont pas inscrits dans une organisation professionnelle demandant le respect de règles déontologiques spécifiques relèvent du droit commun.
Les patients, des personnes en difficulté, sont vulnérables. Conformément à la déontologie, il est notamment nécessaire de veiller à respecter l'identité des patients, la confidentialité des échanges, l'attitude neutre du thérapeute, l'absence de jugement, la non-directivité et la bienveillance. Même si la plupart des praticiens sont de bonne foi, le risque de manipulation par de « faux praticiens » reste entier, du fait de la position du psychothérapeute.
Toutefois, quelques principes ont été énoncés pour définir le cadre d'une psychothérapie éthique. La psychothérapie doit résulter d'un contrat oral et/ou écrit qui repose en principe sur le volontariat du patient et du psychothérapeute (sauf expertises judiciaires ou obligation de soin). Le psychothérapeute doit être formé dans un courant psychothérapeutique et doit pouvoir l'expliquer au patient. Il doit préciser la technique qu'il va employer, ses modalités de mise en œuvre, ses limites, la théorie qu'il utilise, le coût du traitement, les modalités de paiement, etc.. Le but du traitement est le soulagement des souffrances psychiques, l'accès à une plus grande liberté individuelle et le renforcement de l'autonomie. Un(e) psychothérapeute ne cherchera pas à opposer un patient à sa famille et à son milieu culturel.
Une charte des usagers de la psychothérapie a été adoptée le 14 juillet 2002, à Vienne (Autriche), par le 3e Congrès mondial de Psychothérapie (World Council for Psychotherapy), qui a réuni 4 000 psychothérapeutes de 80 pays de tous les continents.[réf. nécessaire]

### Corps médical et paramédical
Dans de nombreux cas, la psychothérapie peut être menée en complément ou en association avec un traitement médicamenteux utilisant des médicaments psychotropes sur prescription d'un médecin, souvent psychiatre. Mais en France, n'étant pas considéré comme une profession médicale, le psychothérapeute ne peut pas intervenir dans le choix du traitement médicamenteux ou de sa prescription, ni même dans le diagnostic.

### Intervenants
Selon les législations spécifiques de chaque pays le titre de psychothérapeute peut ou non être réglementé. Là où il est réglementé (voir réglementation), par exemple en France, l'exercice des psychothérapies par des non-psychothérapeutes peut être néanmoins parfaitement légal. Aussi est-il important de bien connaître les différents types de professionnels qui peuvent proposer des psychothérapies, et de se renseigner précisément lorsqu'on souhaite consulter un professionnel.
- En France, depuis 2010, les psychothérapeutes sont des professionnels enregistrés au registre national des psychothérapeutes. Ils sont enregistrés en préfecture et leur exercice dépend de l'Agence régionale de santé du lieu où ils exercent. Ils sont titulaires d'un diplôme de psychopathologie spécifique délivré par un institut de formation public ou privé agréé après des études universitaires de médecine spécialité psychiatrie, psychologie (M2) ou psychanalyse (M2).
- En France, les psychologues sont titulaires d'un master 2 de psychologie. Le titre de psychologue est protégé. Les psychologues réfèrent leur pratique au code de déontologie des psychologues du 22 mars 1996, garant de l'éthique de la psychologie.
- Au Canada les psychologues sont des professionnels de santé titulaires d'un doctorat d'exercice en psychologie (D.Psy.) dont la formation à la pratique de la psychothérapie est centrale. Les psychologues canadiens sont également habilités à poser un diagnostic.

La psychologie est une science humaine en France, une science de la santé au Canada. En France elle dépend donc de méthodologies différentes de la psychiatrie qui est issue de la médecine (sciences biologiques). Psychologues et psychiatres ont donc une approche différente (parfois complémentaires, parfois antinomique) de la souffrance humaine. En effet, les psychologues ont une formation de haut niveau concernant la psychologie de l'individu (dans ses dimensions cognitives, émotionnelles, relationnelles) et de la dynamique des groupes humains. Le titre de psychologue, selon la spécialisation et le domaine d'intervention du praticien, peut donc recouvrir un large spectre de pratiques.
Entre le neuropsychologue qui va au moyen d'un bilan neuropsychologique, pouvoir formuler un diagnostic très précoce de démence, le psychosociologue intervenant en entreprise, le psychologue expérimentaliste en laboratoire qui étudie les mécanismes de la représentation mentale, le psychologue clinicien faisant des bilans, des groupes d'analyse ou des psychothérapies, les écarts peuvent être très larges. Au Canada les écarts le sont beaucoup moins puisque les psychologues sont avant tout des professionnels de la santé et que les doctorats menant à l'obtention du titre de psychologue possèdent un tronc commun immuable. Il n'existe que très rarement des spécialités au niveau doctoral en psychologie. Leurs consultations sont le plus souvent remboursées de manière directe ou indirecte.
- Les psychiatres sont des médecins qui ont suivi une spécialisation hospitalo-universitaire. Ils sont donc habilités à prescrire des médicaments, et leurs consultations peuvent être remboursées car ce sont des consultations médicales (cependant, les psychiatres pratiquent parfois des techniques psychothérapiques ne faisant pas partie des actes remboursés par la sécurité sociale et demandent donc un paiement sans remboursement). Les psychiatres exercent dans le public (hôpital, dispensaire, centre médico-psychologique) ou le privé (cabinet, clinique). Le terme psychiatre ne présume pas de la technique thérapeutique utilisée (Cf. psychothérapies), mais du diplôme de docteur en médecine et de l'inscription au conseil de l'ordre des médecins. Ils sont soumis au code de déontologie médicale. En France tout psychiatre possède, de droit, le titre de psychothérapeute.
- Les psychanalystes peuvent ou non être psychologues ou psychiatres. Ils ont suivi une formation psychanalytique qui est une orientation psychothérapique, parmi d'autres, mais celle-ci n'est garantie par aucun diplôme. C'est leur affiliation à des associations ou écoles psychanalytiques qui garantit leur formation. Comme les abords sont très différents entre un lacanien par exemple, et un jungien, il ne faut pas hésiter à leur demander à quelle école ils appartiennent, ou à consulter les registres des différentes écoles de psychanalyse.
- Les praticiens des écoles de psychothérapies comme la thérapie cognitives et comportementales (TCC), ou la Thérapie interpersonnelle (TIP) n'ont pas de dénomination spécifique. On rencontre parfois le terme de cognitiviste ou, comportementaliste pour les TCC, ou de Tipiste, pour les TIP. Leur formation n'a pas de reconnaissance étatique, c'est la solidité des instituts ayant dispensé leur formation qui en garantit la qualité.
- Les travailleurs sociaux, notamment au Canada, sont parfois formés aux thérapies ou plus précisément au counseling (conseil). Ces professionnels peuvent au Canada sous certaines conditions précises obtenir un permis de psychothérapeute (délivré par l'ordre des psychologues) en entreprenant des études complémentaires et en effectuant des stages pratiques le plus souvent supervisés par un psychologue.
- Les services de secours d'urgence peuvent proposer des soins psychothérapiques. En France, c'est le cas avec les cellules d'urgence médico-psychologiques.
- Certains thérapeutes n'appartiennent à aucune de ces catégories, rien ne garantit alors leur professionnalisme ni le cadre éthique de leur intervention, et c'est au patient de se renseigner alors précisément. À l'inverse, au Canada la psychothérapie est légalement définie, donc toute personne exerçant une activité qui s'apparente à de la psychothérapie est autorisée à le faire (même si elle n'appelle pas sa pratique de la psychothérapie).

## Cadre juridique
Selon les pays, le titre de psychothérapeute peut être juridiquement encadré. En l'absence d'un tel cadre, il peut exister une grande confusion dans l'esprit du public vis-à-vis de cette profession de santé. Aussi pour contrecarrer les dérives vers le charlatanisme d'autant plus risquées dans le domaine de la souffrance psychique, un nombre croissant de pays a adopté des dispositions plus ou moins contraignantes réglementant le titre de psychothérapeute.

### Belgique
Depuis cinq ans[Quand ?], les ministres de la santé successifs ont décidé de légiférer les professions de santé mentale. Quatre d'entre elles sont tout particulièrement visées : les psychologues cliniciens, les sexologues cliniciens, les ortho-pédagogues et les psychothérapeutes.
Différents projets ont été élaborés, mais aucun ne faisant l'unanimité n'a débouché sur une législation. En caricaturant un peu les positions en présence, il y a essentiellement deux tendances : l'une considère que ces professions doivent être des professions de la santé (sans différenciation entre santé somatique et psychique) et, à ce titre, faire partie de l'arrêté 78 qui régit les professions médicales et paramédicales, l'autre pas.

### France

Psi et Caduceus.

Le cadre juridique de la santé mentale en France est longtemps resté mal défini. Au cours des années 2000, la volonté de mettre en place une réglementation a abouti, après de longs et houleux débats avec le corps professionnel, à l'article 52 de la loi du 9 août 2004 modifiée le 10 août 2011 qui fait du titre de psychothérapeute un titre professionnel protégé.
Ainsi, depuis le 1er juillet 2010, la loi exige, pour les non-médecins, la possession d'une formation théorique agréée en psychopathologie clinique, validée par un diplôme de master en psychologie ou psychanalyse et complétée par un stage pratique. De manière dérogatoire, au diplôme peut se substituer une reconnaissance des acquis de l'expérience. La loi instaure aussi un registre national des psychothérapeutes au sein duquel sont enregistrés les professionnels après validation par les agences régionales de santé. Selon le Code de la santé publique, les psychothérapeutes ne sont toutefois pas considérés comme des auxiliaires médicaux. Ainsi, à la différence des actes pratiqués par les paramédicaux, les consultations de psychothérapeutes (non-médecins) comme celles de tous les psychologues en exercice libéral ne sont pas remboursées par la sécurité sociale.
Le titre de psychothérapeute est réglementé en France. Il sanctionne la validation d'un cycle de spécialisation théorique et pratique en psychopathologie effectué après l'obtention du doctorat de médecine, du masteur 2 psychologie ou de psychanalyse (Master de psychanalyse)[réf. nécessaire]. Il constitue un titre commun partagé par des professionnels issus de formations distinctes et complémentaires. Les psychothérapeutes sont inscrits au registre ADELI qui regroupe l'ensemble des professionnels de santé, ils exercent sous la surveillance de l'agence régionale de santé dont ils dépendent et un registre des psychothérapeutes peut être consulté en préfecture. Par dérogation certains professionnels ne disposant pas des diplômes universitaires exigibles mais pouvant justifier de plus de cinq années d'exercice à la date de parution de loi peuvent être admis à porter le titre de psychothérapeute après un passage devant une commission spécialisée et un éventuel complément de formation.
Jusqu'à peu, en France, le titre de psychothérapeute ne faisait l'objet d'aucune réglementation et tout un chacun pouvait donc s'en prévaloir sans formation ni contrôle de l'activité. Afin de faire face à d'éventuelles dérives le législateur français s’est prononcé en faveur de l’encadrement du titre de « psychothérapeute ». L'article 52 de la loi du 9 août 2004, appelé parfois « amendement Accoyer », du nom de son principal inspirateur, visait à réglementer l'usage du titre de psychothérapeute. Mais à la suite d'une intervention du Conseil d'État, jugeant la formulation de cette loi ambigüe, il devint impossible d'en publier les décrets d'application.
La loi du 24 juin 2009 « Hôpital, patients, santé et territoires » (article 91) modifia cette première version de la loi en abandonnant la notion de « membre de droit ». Elle institua l'obligation d'une formation universitaire pour tous les nouveaux psychothérapeutes. Ces modifications levèrent la contradiction interne de la première version de la loi ce qui permit la parution de son décret d'application. Celui-ci a été publié le 20 mai 2010 et d'éventuelles sanctions pour usage illégal du titre de psychothérapeute deviennent donc applicables à partir du 1er juillet 2010, date de son entrée en vigueur.
Le texte intégral de la loi et de son décret d'application peuvent être consulté sur le site Légifrance : article 52 de la loi du 9 août 2004 (après sa modification du 24 juin 2009),. Les psychothérapies sont remboursées par la sécurité sociale ou les assurances maladie françaises à condition qu'elles soient pratiquées par des psychiatres ou si elles sont effectuées dans un centre médico-psychologique. Certaines mutuelles et assurances privées peuvent rembourser à leurs clients une partie des honoraires versés à leurs psychothérapeutes. Cependant, l'usage d'un traitement insuffisamment éprouvé ou d'un procédé illusoire par des médecins sans être accompagné des réserves qui s'imposent est prohibé par le code de la santé publique article R4127-14 et R4127-39,. Les psychologues français également par leur code actualisé de déontologie, signé par 16 organisations professionnelles, s'engagent d'une part à ce que les techniques utilisées par le psychologue à des fins d’évaluation, de diagnostic, d’orientation ou de sélection, doivent avoir été scientifiquement validées et sont actualisées et d'autre part à ce que le psychologue enseignant la psychologie ne participe qu’à des formations offrant des garanties scientifiques sur leurs finalités et leurs moyens.

### Luxembourg
Il n'existe pas d'institut de formation psychanalytique comme il en existe dans d'autres pays d'Europe par exemple.

### Québec
La loi 21 datant de 2009 confirme que l'exercice de la psychothérapie est d'emblée réservé aux psychologues. Toutefois, l'ordre des psychologues peut délivrer un permis d'exercice à certains autres professionnels de santé non psychologues sous certaines conditions.[réf. nécessaire]
Le titre de psychologue est reconnu et protégé au Québec comme partout au Canada. Le psychologue est titulaire d'un doctorat d'exercice en psychologie (D.Psy.). La législation est claire et stipule les études nécessaires pour l'obtention du titre, les règles de déontologie ainsi que les diverses réglementations concernant les rouages internes de l'ordre professionnel des psychologues du Québec.
De nombreuses discussions ont eu lieu dans les années 2003-2004 auprès de divers ordres professionnels (psychologues, conseillers d'orientation, travailleurs sociaux, infirmiers, ergothérapeutes). La loi no 21 (activités réservées et psychothérapie) de 2009 stipule que la psychothérapie est d'emblée réservée aux psychologues et aux médecins. Ceci étant dit certains professionnels titulaires d'un master (5 ans d'études) dans le domaine de la santé mentale ou des relations humaines d'une part et membre de l'un des ordres professionnels mentionnés ci-dessous d'autre part, pourront obtenir un permis afin de pratiquer la psychothérapie.
Les ordres professionnels éligibles incluent l'Ordre des conseillers et conseillères d’orientation et des psychoéducateurs et psychoéducatrices ainsi que l'ordre professionnel des travailleurs sociaux (incluant les thérapeutes conjugaux et familiaux), l'Ordre des ergothérapeutes et l'Ordre des infirmières et infirmiers du Québec (OIIQ). Les psychologues et les médecins étant déjà associés à la pratique de la psychothérapie par le public, ils ne sont pas tenus d'utiliser ce titre. Les autres professionnels ayant obtenu l'autorisation d'exercer la psychothérapie (dans les conditions mentionnées ci-dessus) devront obligatoirement faire précéder leur titre de psychothérapeute par leur premier titre professionnel (qui leur a justement permis d'être psychothérapeute) ; par exemple : « Mme X, infirmière psychothérapeute ».
Les sexologues sont titulaires d'un baccalauréat et d'une maîtrise. Leurs études professionnelles les forment à utiliser plusieurs approches de manière générale et les spécialisent à deux approches plus particulières. Ils peuvent donc intervenir avec une myriade de types de clientèles. Ils sont, depuis septembre 2013, regroupés et régis par l'Ordre professionnel des sexologues du Québec.

### Suisse
Depuis le 1er avril 2013, le titre de psychothérapeute est protégé à une échelle fédérale. Le Conseil des États et le Conseil national ont en effet promulgué une loi, connue sous le nom de LPsy, qui réglemente tant le titre de psychologue que celui de psychothérapeute. Il devient ainsi nécessaire pour obtenir le titre de psychothérapeute de détenir un master en psychologie et d'avoir effectué une formation supplémentaire agréée (psychologue-psychothérapeute) ou alors d'avoir effectué une formation en médecine avec une spécialisation en psychiatrie (médecin-psychothérapeute). La réglementation récente de la profession depuis 2022 permet aux  psychiatres de prescrire un suivi chez les psychologues-psychothérapeutes pris en charge par l'assurance maladie. Les médecins spécialisés en médecine générale peuvent également prescrire 30 séances de psychothérapie par un psychologue-psychothérapeute. Certaines autres spécialisations (médecin praticien, gynécologue, par exemple) peuvent prescrire 10 séances (crise). Au-delà de 30 séances, une évaluation par un psychiatre ou un médecin psychosomaticien est nécessaire pour le remboursenet pas l'assurance maladie de base.
Jusqu'à l'édiction de cette loi la manière traditionnelle qu'avaient les psychologues de faire valoir officiellement leur formation universitaire (licence suivie ou non d'une formation postgraduée) était de s'affilier à une association telle que la Fédération suisse des psychologues (FSP), afin d'obtenir le titre de « psychologue FSP » ou de « psychologue spécialiste en psychothérapie FSP », entre autres titres prévus. Hormis la FSP, il existe également l'Association suisse des psychothérapeutes (ASP) qui confère le titre de psychothérapeute ASP. Enfin, l'Association professionnelle suisse de psychologie appliquée (SBAP) organise professionnellement les psychologues titulaires d'un master en psychologie appliquée, c'est-à-dire une formation acquise dans une école universitaire professionnelle. La différence entre la FSP et l'ASP est que ce dernier admet à la formation post-graduelle en psychothérapie des universitaires titulaires d'un master en sciences humaines ou sociales, après une formation complémentaire de niveau universitaire dans les matières psychologiques pertinentes pour la psychothérapie.
Notons enfin que les cantons ont des lois sanitaires qui réglementent l'autorisation de pratique de la psychothérapie non médicale, qui reste absolument de compétence cantonale.

## Mécanismes
Les multiples approches théoriques d'une psychothérapie conceptualisent très différemment les mécanismes mis en œuvre au cours d'une psychothérapie qui aboutiront à un changement durable de l'état psychologique du patient.

### Processus cognitifs
Dans l'approche cognitivo-comportementale, l'accent est mis sur la reconfiguration de schéma mentaux. La nature de ces reconfigurations peut être explorée dans l'interaction avec le patient, mais aussi dans le cadre de recherches à visée scientifiques, grâce à des tests neuropsychologiques.
Les travaux de recherche visent également à identifier les modifications concomitantes du cerveau. Pour cela, les chercheurs font appel à des techniques d'imagerie cérébrale.

### Processus de changement psychodynamique
Le processus de changement en psychothérapie psychanalytique s'articule autour de trois facteurs psychodynamiques, ou « moteurs de changement ».
L'expression libre est centrée sur les sentiments, les sensations corporelles, les pensées et représentations intimes, les émotions afin que le sujet objective toutes les résistances, les mécanismes de défense qui s'opposent à leur expression spontanée. Dans cette perspective, le sujet appréhende avec acuité la vraie nature du conflit intérieur, la réalité vivante et actuelle du conflit intra-psychique qui conditionne tous ses problèmes.
La catharsis est l'étape au centre du processus de changement, la libération émotionnelle des affects et émotions préalablement refoulés dans l'inconscient, derrière les postures défensives. En effet, une fois le refoulé librement exprimé, les défenses psychologiques associées qui le justifient n'ont plus lieu d'être et peuvent dès lors être analysées, perlaborées et dissoutes pour investir dans une image du moi objective et intégrée.
La prise de conscience, enfin, est intimement liée à la mise en place d'un nouveau système de perception et de représentation mentale du sujet. D'une part, l'attention est réévaluée. D'autre part, le décloisonnement perceptif de la réalité des choses saisies auparavant disjointes les unes des autres permet l'accès à des sens et des contenus jusque-là hors d'atteinte. Tout concourt à modifier radicalement le rapport psychologique du sujet au monde intérieur et par la même extérieur du point de vue structurel et dynamique, condition essentielle pour s'investir dans des expériences personnelles authentiques et créatrices, adopter des conduites de vie gratifiantes, sources de plaisir et d'épanouissement personnel.

## Approches et techniques
Depuis la seconde moitié du XXe siècle, le nombre d'approches psychothérapiques a crû de manière très importante.
De nos jours, il existe quatre groupes de psychothérapies sur lesquelles portent la quasi-totalité des études scientifiques et cliniques réalisées :
- les psychothérapies psychanalytiques (et celles qui en dérivent) ;
- les thérapies cognitivo-comportementales ;
- les thérapies systémiques et l'École de Palo Alto ;
- les thérapies humanistes.

Ces différents groupes, quoique bien distincts sur les plans théoriques, pratiques et institutionnels, ne sont pourtant pas étanches. Certaines approches ont ainsi tenté de concilier un ou plusieurs aspects de l'une ou l'autre de ces pratiques.
Cette démarche trouve son incarnation la plus aboutie dans le courant dit « intégratif ». Reposant sur l'observation qu'il existe des facteurs efficaces communs aux diverses approches psychothérapeutiques et constatant l'efficacité parfois limitée de telle ou telle approche dans une situation donnée, ce courant intégratif prétend ainsi « puiser ce qu'il y a de mieux dans chaque école, en l'adaptant au service du patient. »
Hors de ces courants principaux, de nombreuses autres thérapies sont apparues, certaines reposant sur des théories qui n'ont reçu aucune évaluation scientifique rigoureuse et souvent développées à travers les travaux d'un individu isolé et de ses « disciples » (étudiants, collègues, etc.). On compte ainsi aujourd'hui plus de 300 théories sans validité scientifique, mais qui servent pourtant de fondements à des pratiques psychothérapeutiques. Ces diverses pratiques reposent parfois sur des approches théoriques diverses voire éclectiques, ce dernier concept faisant l'objet de développements théoriques et appliqués. Ainsi, Norcross propose l'éclectisme pour « améliorer notre capacité à choisir le meilleur traitement pour la personne et pour le problème… fondamentalement par les données relatives à ce qui a été efficace dans le passé pour d'autres ».

### Psychothérapies psychanalytiques
La « psychothérapie psychanalytique » se propose d'appliquer la psychanalyse au traitement thérapeutique de patients en adaptant le modèle de la cure type ou cure psychanalytique « classique » à la demande et à la situation du patient.

### Approche cognitivo-comportementale
La psychothérapie cognitivo-comportementale résulte de l’association des thérapies comportementales et des thérapies cognitives, qui ont comme bases communes des théories de la psychologie dite scientifique. Les thérapies comportementales ont donc pour socle théorique d’une part les théories du conditionnement (issues du béhaviorisme) et de l’apprentissage social (Albert Bandura) et d’autre part les théories de la cognition (psychologie cognitive). L’objectif est la guérison symptomatique : la phobie, l’obsession, l’addiction, le délire sont des symptômes cibles, résultant d’un désordre biochimique ou d’un mauvais apprentissage qu’il convient de faire disparaître. Le thérapeute utilise pour ce faire l’immersion durable dans la situation pathogène, l’aversion, l’inhibition réciproque, le renforcement positif et négatif. Leur visée est la « restructuration cognitive ». Les « schémas cognitifs » sont stockés en mémoire et considérés comme déterminés par les prédispositions biologiques innées et l’apprentissage. Ils sont activés par des stimulations ou des émotions semblables à celles qui ont été vécues lors de leur stockage. Les distorsions cognitives (inférence, abstraction sélective, surgénéralisation, maximalisation, minimalisation, raisonnement dichotomique, personnalisation…) expliqueraient la maladie mentale.
Le thérapeute est actif et directif et garde avec le patient une bonne relation ; il lui est lié par un contrat prévoyant les résultats escomptés et il encourage le patient à prendre un rôle actif. Ses interventions sont centrées sur l’ici et maintenant. L’investigation sur les éléments cognitifs (pensées, images, comportements, émotions) induit un décentrement et donc une métacognition qui rend possible la restructuration cognitive. La formation aux thérapies comportementales et cognitives (TCC), impliquant le statut de psychologue ou de psychiatre, peut être universitaire, en deux ou trois ans. En France, le psychothérapeute peut aussi se former par le biais de l'Association française de thérapies cognitivo-comportementales (AFTCC), sur trois ans. Cette association dispose d'un institut de formation agréé par l'État dans le cadre de l'encadrement du titre de psychothérapeute et est affilié à une association européenne cherchant à mettre en place des standards assurant un gage de qualité.

### Psychothérapies systémiques
Les psychothérapies d'inspiration systémiques peuvent être individuelles ou familiales. Elles examinent les troubles psychologiques et comportementaux du membre d'un groupe comme un symptôme du dysfonctionnement du dit groupe (généralement la famille). La thérapie familiale systémique implique un traitement du groupe et une participation de tous ses membres. Parmi les thérapies familiales de différentes natures, figurent les thérapies systémiques familiales élaborées par Paul Watzlawick, Donald D. Jackson et les autres dans une approche écosystémique. Jay Haley a contribué par des interventions inventives, surprenantes et paradoxales. Les thérapies systémiques familiales ne sont pas dites de groupe, leur caractère familial signifie qu'elles tiennent compte de l'implication de tous les membres qui composent la famille, mais elles ne traitent pas tous les membres en groupe. L'accent est mis sur la façon dont les autres membres de la famille (par rapport au « malade » désigné) entretiennent un comportement perturbé. Ce qui ne veut pas dire qu'elles peuvent en tirer un quelconque profit, mais seulement que les schémas (patterns en anglais) interactionnels, c'est-à-dire les règles d'interaction, une fois établis, ont tendance, à cause de leur fonction homéostasique, à s'auto-perpétuer. Autrement dit, ils maintiennent le système d'interactions dans sa forme présente. Une approche systémique familiale n'exige pas que toutes les personnes, composant le système familial, assistent aux séances de thérapie. Un changement approprié dans un sous-système entraîne souvent une évolution majeure du système entier. Le « malade » désigné, à la limite, peut ne pas assister aux séances de thérapie.
La thérapie systémique individuelle (thérapie brève de Palo Alto, mise en forme par Paul Watzlawick, John Weakland, Richard Fisch, etc.) diffère de la thérapie familiale dans le traitement. Elle a mis en évidence qu'il n'est pas nécessaire de convoquer tout le groupe pour opérer un changement. Elle affirme qu'il est possible de modifier unilatéralement ses relations avec les autres membres du groupe, ce qui peut avoir un effet sur le fonctionnement du groupe.
Pour changer un comportement, les thérapies systémiques proposent un « enveloppement stratégique », en agissant au niveau supérieur du contexte du comportement à modifier, plutôt que d'agir directement sur le comportement lui-même, à son niveau. Sun Tzu a proposé d'attaquer la stratégie de l'adversaire, au niveau supérieur des règles de conduite, plutôt que de l'affronter directement au niveau de ses forces vives, pour transformer l'infortune en avantage et faire du chemin sinueux la route la plus directe. Dans cette perspective, la « théorie des contextes » d’Anthony Wilden propose d'installer un nouveau contexte, tel que le comportement attendu puisse survenir, se maintenir et se développer comme une « réponse appropriée » à ce contexte. Cette « réponse appropriée » à l'environnement et au contexte est de l'ordre de l'explication cybernétique, en contraste à l'explication causale des thérapies behaviorales et psychodynamiques ou psychanalytiques.
Les thérapies systémiques familiales sont des pratiques enveloppées par un enchevêtrement de théories cybernétique, sémiotique et systémique. Elles sont cybernétiques en interprétant un comportement « anormal » comme parfaitement adapté ou « normal » à un contexte et un environnement qui, eux, sont « anormaux ». Ainsi, par exemple, la schizophrénie considérée comme une maladie incurable et progressive de l'esprit d'un individu est complètement différente de la schizophrénie considérée comme la seule réponse possible à un contexte où la communication est absurde et intenable. Elles sont cybernétiques en intervenant non pas exclusivement sur le « malade » déclaré, mais sur l'environnement et le contexte « malades », au niveau supérieur de la gouverne ou de la commande. Elles sont sémiotiques en interprétant le comportement humain comme communication des signes, signifiants et significatifs, dans un contexte et considèrent les deux notions, communication et comportement, comme étant pratiquement synonymes. Toute communication suppose un engagement dans une relation et définit par là et en même temps la manière dont les communicants conçoivent, souhaitent ou exigent et voient cette relation. Toute communication, alors, présente deux aspects : le contenu et la relation, tels que le second enveloppe le premier et, dès lors, est une métacommunication située au niveau supérieur dans une hiérarchie de type logique, de contrainte ou de complexité. Dans l'intervention, elles attachent la plus grande importance à recadrer une relation, en lui attribuant d'autres significations et valeurs, de telle manière qu'elle apparaît totalement différente.
L'exercice thérapeutique est essentiellement centré sur les tentatives de résolution déjà faites, sur ce qui a été déjà entrepris pour traiter les difficultés du « malade », plutôt que sur les difficultés elles-mêmes. Comme l'explication cybernétique est dite « négative » par rapport à l'explication causale dite « positive, » ce travail thérapeutique est à « contrario » après l'observation de ce qui n'est pas et des « terribles simplifications », comme dans la dépression, le bégaiement et l'insomnie. Il s'agit, alors, de prendre des mesures pour empêcher le maintien, le développement et la reproduction des comportements qui entretiennent le problème et de recadrer ou redéfinir celui-ci, ainsi que les buts que se sont fixés les personnes impliquées dans ce problème et les points de vue qu'elles ont jusqu'alors adoptés. Cela peut provoquer chez elles des comportements complètement différents.

### Psychothérapies dites humanistes

#### Psychothérapie rogérienne
La psychothérapie rogérienne, ou thérapie humaniste ou, des mots mêmes de Carl Rogers : « thérapie centrée sur le client » puis « approche centrée sur la personne », repose sur le postulat de l’existence d'une tendance actualisante positivement orientée, inhérente à tout organisme vivant (principe de complexité ou d'auto-organisation).

#### Soutien
La psychothérapie de soutien définit un objectif thérapeutique qui ne renvoie pas à une théorie et une technique clairement définies. L'objectif est avant tout d'aider la personne à supporter ses symptômes ou ses souffrances, le primat de toute psychothérapie. Ensuite, et dans l'absolu, un thérapeute de soutien devrait être en mesure d'aider son patient à trouver la théorie et la technique les plus adaptées à son problème et en conséquence à le rediriger vers le thérapeute maîtrisant cette technique ; si lui-même ne la maîtrise pas.

#### Gestalt-thérapie
La Gestalt-thérapie s'intéresse à l'ajustement permanent entre un individu et son environnement. Cet ajustement est, par définition, en perpétuel changement. Le terme Gestalt vient du verbe allemand gestalten, qui signifie « mettre en forme, donner une structure ».

#### Analyse transactionnelle

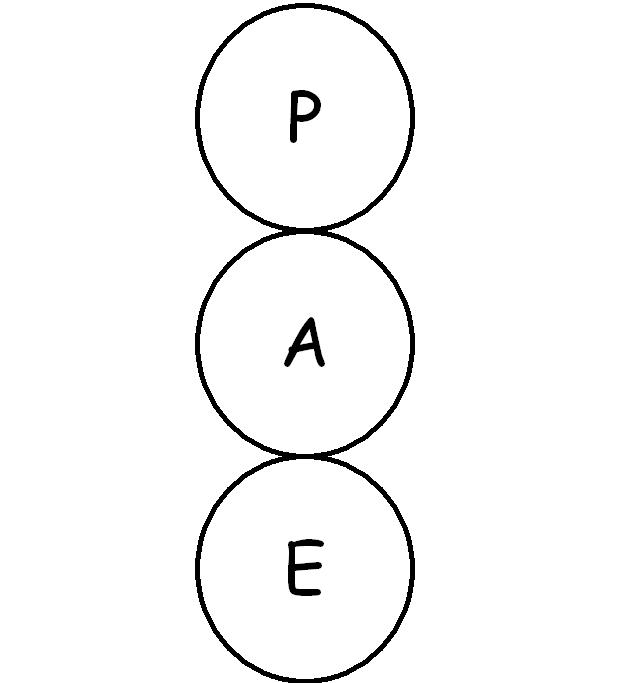
Les états du Moi (Parent/Adulte/Enfant) selon l'analyse transactionnelle.

Le psychiatre Éric Berne commence en 1941 une analyse avec Paul Federn, qui prend fin au bout de deux ans. De 1943 à 1946, il est engagé comme psychanalyste dans le corps médical de l’armée des États-Unis où il dirige des thérapies de groupe. En 1947, il reprend une analyse avec Erik Erikson, mais voit sa candidature à l'institut de psychanalyse de San Francisco rejetée en 1956. Il décide alors de faire de ses travaux personnels la base d'une nouvelle méthode de psychothérapie : l'analyse transactionnelle (AT). Il s'agit d'une méthode de thérapie de groupe ou individuelle qui met l'accent sur le partage des outils thérapeutiques avec les patients et sur l'analyse des interactions entre les personnes.
Le postulat de base de l'analyse transactionnelle est que les conséquences dans la vie adulte de croyances et de décisions limitantes prises pendant l'enfance peuvent être mises en lumière pour permettre de nouveaux choix de vie. Actuellement[Quand ?], l'analyse transactionnelle est un ensemble de théories : personnalité (fonctionnement intra-psychique), communication (transactions relationnelles), organisation des systèmes (fonctionnement des groupes et des organisations), supervision (méthodes et pratiques à l'adresse des psychothérapeutes). Les modes de communication (manifestes, cachés ou à double fond) sont analysés en termes d'états du Moi.
L'analyse transactionnelle est également une influence récurrente de certaines méthodes de coaching en France.
Cependant, cette pratique provoque des réactions négatives et des réactions en réponse des analystes transactionnels. C'est ainsi que l'on peut lire dans The Script, une revue d’information des analystes transactionnels, des échanges à propos de l'utilisation de cette pratique. Ils sont retranscrits partiellement dans un rapport de la Mission interministérielle de vigilance et de lutte contre les dérives sectaires (MIVILUDES), qui « estime indispensable d’alerter le public une nouvelle fois sur les dangers qu’une pratique inappropriée de l’Analyse transactionnelle est susceptible d’engendrer » (p. 136). Mais précise qu'« il est évident que ce n’est pas l’outil qui doit être critiqué et a fortiori condamné. Mais la façon dont certains en ont usé ou en usent encore devrait donner lieu à un encadrement plus attentif et plus rigoureux » (p. 144). L'AT demeure cependant citée dans le Guide santé et dérives sectaires édité par la commission parmi les méthodes « connues pour leur particulière dangerosité [...], d’une efficacité redoutable dans le processus d’emprise ».
Certaines dérives de l'analyse transactionnelle ont donné lieu à des procès pour abus de faiblesse aux États-Unis. Ces affaires ont été compilées et révélées dans une enquête de M.T. Singer et J. Lalich, intitulée Crazy Therapies: What Are They? Do They Work?.

#### Programmation neuro-linguistique (PNL)

Les techniques issues de la modélisation sont variées. Leurs usages coordonnés et intégrés permettent d'explorer le « vécu subjectif », objet de la PNL.

La programmation neuro-linguistique (PNL) voit le jour en 1973 aux États-Unis à partir du travail de Richard Bandler et John Grinder sur la modélisation de grands psychothérapeutes issus de différentes approches et méthodes psychothérapeutiques : Fritz Perls pour la Gestalt, Virginia Satir pour la systémique et Milton Erickson pour la thérapie brève et l'hypnose,. L'essentiel de la psychothérapie PNL (aussi appelé PNLt, « t » pour « thérapie ») repose sur l'idée que c'est moins la réalité de ce que le sujet a vécu qui lui pose un problème que la façon dont il a compris, interprété et utilisé ce qui s'est passé, ce qui lui est strictement personnel et unique et qui est nommé l'« expérience subjective ». C'est à partir de celle-ci que l'intervenant en PNL aide la personne à définir un objectif, à modifier cette représentation mentale et émotionnelle, à mobiliser ses ressources pour résoudre ses problèmes personnels ou professionnels. À partir du moment où une représentation (compréhension et encodage sensoriel d'une situation donnée) est modifiée, son effet dans le présent devient différent aussi.
Par ailleurs, le thérapeute considère que tout comportement, y compris ceux qui semblent inutiles, nocifs ou bienfaisants, est sous-tendu par une « intention positive », c’est-à-dire qu’il a pour fonction de remplir un besoin de la personne. Le travail thérapeutique n’aura donc par prioritairement l’objectif de changer un comportement inadapté, mais plutôt de chercher comment répondre au besoin par d’autres choix comportementaux. Pour certains psychothérapeutes, la PNLt s'exerce dans une logique de thérapie brève (par exemple six mois) alors que d'autres l'utilisent dans des problèmes nécessitant plus de temps. Pour les psychothérapeutes en PNL, si la première étape de toute psychothérapie est la qualité de relation à travers laquelle le client sait qu’il peut avoir confiance et être totalement respecté (où sont utilisées les techniques d'écoute et de mimétisme verbal et non verbal), la deuxième est celle de l'exploration du problème et de la demande (questionnement et analyse de la situation problématique et recherche et clarification de l’objectif souhaité par le client). La troisième étape correspond aux actions et changements au niveau mental et émotionnel à mettre en place en mobilisant les ressources de la personne pour changer les représentations qui sont devenues limitantes et gênantes dans sa vie. Ces changements entraîneront aussi des changements au niveau comportemental. Deux démarches sont possibles : changer directement le vécu subjectif (par les stratégies mentales, les sous-modalités…) ou utiliser des protocoles issus de l'observation de grands thérapeutes grâce aux techniques de négociation (négociation des parties, recadrage en six points) et aux techniques de neutralisation ou apaisement (restauration de l’accord avec soi-même dans des situations passées difficiles), en respectant toujours les besoins et les objectifs du client. La quatrième étape est une évaluation qui se fait en continu.
La PNL n'appartient pas à la psychologie, elle ne fait l'objet d'aucun enseignement académique dans les disciplines de psychologie ou de médecine. Elle est notamment dénoncée par des enseignants et chercheurs universitaires. Dans Le Quotidien du médecin, André Capron rappelle son opposition à ce qu'il considère comme des « éléments non scientifiques », comme la PNL, et rappelle son soutien aux éléments fondés sur l'évidence. Elle compterait parmi les pseudo-sciences car elle ne reposerait sur aucune base scientifique et n'offrirait aucun résultat avéré ou démontrable,,,,,,,,,,,,,,,. Elle est régulièrement signalée comme dangereuse par la Mission interministérielle de vigilance et de lutte contre les dérives sectaires dans ses rapports, notamment en matière de santé mentale. Son absence est permanente dans les bases de données scientifiques sur la médecine fondée sur les faits (evidence-based medicine). Elle est à rapprocher du culte du cargo avec len ce qui concerne la « reproduction de la gestuelle des gens de talent ». Aujourd'hui, la PNL est rarement mentionnée dans la psychothérapie. Elle est même identifiée parmi les dix pratiques modernes de la santé mentale les plus discréditées voire compte parmi les méthodes à éviter. La revue Sciences humaines ne cite à aucun moment la PNL dans ses articles de son numéro intitulé « Les nouvelles psychothérapies ».
De nombreux doutes demeurent quant à son innocuité. Elle n'offre aucune nouvelle théorie scientifiquement valable dont on puisse tirer profit, ne montre pas une quelconque efficacité, ne prouve aucunement qu'elle offre des améliorations substantielles aux soins psychiatriques existants, mais présente de nombreuses caractéristiques compatibles avec la pseudo-science. Christian Balicco, Docteur en psychologie et membre de l'American Psychological Association, en août 2000 dans la revue Science et Pseudo-Sciences (SPS), édité par l'Association française pour l'information scientifique conclut ainsi son article : « les fondements de cette discipline et l'absence systématique de vérification — au sens expérimental du terme — nous font conclure à une utilisation abusive et, surtout antiscientifique. Quant à l'emploi de cette méthode à des fins psychothérapeutiques, on ne peut qu'être inquiet quant au devenir des patients qui consulteront ces « pseudopraticiens ». On peut s'interroger non seulement sur la santé et l'équilibre mental de ces « praticiens » mais aussi sur le danger qu'ils font courir aux clients qui ont la naïveté d'aller les consulter […] ». Cet article est repris ou cité par différents sites web de prévention sur les dérives sectaires ou bien les manipulations.
La fabrication de mixtes, de « chimères » composées de bric et de broc, telle la PNL et le psychodrame, d'après le psychanalyste Joseph Rouzel, conduit à produire des psychologues à peu de frais en faisant la part belle à ces chimères en absorbant une soupe de connaissances issues de domaines hétéroclites. Pour le psychiatre et psychanalyste Serge Tisseron, le succès des ouvrages de PNL s'explique par le fait qu'on y « donne à croire que l’on va contrôler nos interlocuteurs. » Pour Roland Gori (psychiatre et psychanalyste), s'agissant de la littérature portant sur la PNL, « lire dans les pensées d’autrui. C’est un vieux fantasme. Alors qu’on n’arrive même pas à lire les siennes (…) ! Et si la psychanalyse a quelque chose à nous apprendre, c’est bien de ce côté-là. Si on veut lire les pensées d’autrui, on n’est pas psychanalyste ! ». Le médecin psychiatre Georges Fischman classe la PNL dans la catégorie des « thérapies molles pour l’individu postmoderne » appartenant à « un bric-à-brac de manœuvres psychoéducatives ». Pour d'autres encore, elle a des traits folkloriques proches de l’ésotérisme et des superstitions. Pour les professeures Margaret Thaler Singer et Janja Lalich, il s'agit de « thérapies folles ».
Des sociétés savantes comme l'organisation internationale des sociétés académiques - All European Academies ALLEA, s'alarment : « En particulier dans le domaine (…), de la psychothérapie et de la guérison, de nombreuses approches pseudo-scientifiques peuvent être trouvées, allant de l'hypnose à l'intégration neuro-émotionnelle (…) à la programmation neuro-linguistique (PNL). Comme on l'a dit, en dépit de beaucoup de preuves contraires, la popularité de cette baliverne pseudo-scientifique est dramatiquement élevée ». Le Professeur et psychologue Tomasz Witkowski et le Dr Maciej Zatonski dans leur livre intitulé « La psychologie a mal tourné: les côtés sombres de la science et de la thérapie » : « Nous aimerions, ici, nous référer à la déclaration de Messieurs O'Donohue et Ferguson, qui proposent que chaque type de thérapie, qui n'a pas été appuyée par des preuves empiriques pour son efficacité, devrait être appelée « expérimentale ». Ils ont également avancé une suggestion : que chaque cas pratiqué avec un tel traitement sans en informer les patients au sujet de son statut expérimental et donc gagner de l'argent avec, devrait être renvoyé et traité comme une activité criminelle. » Ils concluent ainsi : « Aujourd'hui, après 35 ans de recherches consacrées à ce concept inventé, la PNL est juste une autre maison instable, construite sur le sable, plutôt qu’un édifice fondé sur des piliers empiriques. » Elle participe d'une vision purement consumériste de la psychanalyse. Le Centre d'information et de prévention sur les psychothérapies abusives et déviantes la classe dans la catégorie des modes de psychothérapies pouvant poser des problèmes voire d'être dangereux.

#### Thérapies dites brèves
Ce terme de « thérapie brève » regroupe des pratiques très différentes, qui ont comme point commun une volonté de résultats rapides.
En effet, que ce soit par un changement de paradigme (thérapie brève centrée sur la solution), en construisant une solution plutôt que de résoudre un problème, ou un croisement d'influences, mélange de pratiques, carrefour de théories (psychothérapie intégrative), ou encore une méthode s'appuyant sur un travail sur le rêve-éveillé (psychothérapie intégrative analytique), les thérapies brèves ont toutes comme idéal de soulager la souffrance du sujet le plus vite possible.

##### Hypnose thérapeutique
L'état d'hypnose est un état modifié de la conscience qui permet, selon les praticiens qui l'utilisent, un accès facilité à l'inconscient. Cet état peut être utilisé par des thérapeutes afin de parvenir à des changements, on parle alors d'hypnose thérapeutique. L'hypnose constitue seulement un outil qui permet, selon les hypnothérapeutes, d'accéder aux couches profondes de la personnalité. Il est donc nécessaire d'utiliser l'hypnose associée à une approche thérapeutique de psychanalyse (on parle alors d'hypno-analyse), thérapies comportementales et cognitives, psycho-phénoménologie (hypno-onirisme), analyse psychologique de Janet…
De nombreux praticiens poursuivent et développent toutefois l'étude et utilisation de l'hypnose thérapeutique. En France, par exemple, les travaux de Léon Chertok et François Roustang ont une large audience.
L'hypnose ericksonienne, qui a été mise au point par le psychiatre Milton Erickson, se caractérise par sa souplesse, le non-dirigisme, et l'usage abondant de métaphores pour décrire la situation du patient. C'est une thérapie brève, elle se situe dans une optique très courte : quelques mois pour un trouble grave, parfois une seule séance pour un trouble mineur. Cette approche originale a influencé de nombreux thérapeutes. La pratique d'Erickson a ensemencé de nombreuses pratiques comme la programmation neuro-linguistique (PNL) ou les thérapies systémiques. Ce dialogue interdisciplinaire et ces influences multiples ont vu le jour aux États-Unis où l'hypnose ericksonienne jouit d'une bonne réputation. En France, elle est néanmoins vivement rejetée par les milieux psychanalytiques, qui, comme l'ont montré L. Chertok puis F. Roustang, ont toujours gardé une relation fantasmatique avec l'hypnose.

#### Thérapies utiles dans certaines situations particulières

##### Méthode des alcooliques anonymes
Bien que connue pour son application d'origine (le traitement de l'alcoolisme), la méthode des Alcooliques anonymes tend à connaître des champs d'applications de plus en plus vastes sur tous les comportements d'addiction (alcool, drogue, jeu, etc.). Il s'agit d'une thérapie qui utilise le soutien par les pairs, à travers des réunions de groupe, en général pour une durée indéfinie,
Le traitement proposé par les Alcooliques anonymes aide l'alcoolique non seulement à arrêter de boire, mais aussi à fonctionner dans la société après l'arrêt de consommation d'alcool.

##### EMDR
L'EMDR (pour Eyes movement desensitization and reprocessing ou « Désensibilisation et reprogrammation par les mouvements oculaires ») est une technique psychothérapeutique courte qui emprunte à beaucoup d'autres psychothérapeutiques sans relever d'aucune en particulier. L'hypnose en fait partie, mais toutes les psychothérapies en relèvent peu ou prou, y compris la psychanalyse (être allongé et parler à quelqu'un qu'on ne voit pas provoque généralement un état de transe), à la psychodynamique, aux thérapies cognitivo-comportementales, etc. Conçue pour traiter essentiellement les cas de stress post-traumatique par des stimulations sensorielles alternées, elle aborde aujourd'hui l'ensemble de la nosologie.
Créé par l'américaine Francine Shapiro, son protocole est très strict et codifié. Il consiste à identifier l'image traumatisante, la croyance (cognition) négative associée et la positive à installer. Il est aussi possible de travailler par des sons alternatifs sur chaque oreille ou par un « tapping » sur chaque main. Elle se situe dans une optique courte avec un objectif de guérison rapide d'un traumatisme. L'efficacité que ses promoteurs lui reconnaissent serait due à des mécanismes psychoneurologiques, faisant intervenir aussi bien le cortex que le système limbique.

##### Defusing et Debriefing psychologique, après un évènement potentiellement traumatique
Le defusing ou déchocage est une intervention psychothérapique. Elle s'effectue lors de la phase immédiate de quelques heures à deux jours du choc occasionné par l'évènement. Le debriefing psychologique est une intervention psychothérapique individuelle ou collective lors de la période post-immédiate, c'est-à-dire la période qui commence à deux et se termine à dix jours du choc. Différentes techniques existent, la technique nord-américaine étant plus centrée sur le récit factuel, la technique française sur le vécu émotionnel.
Le debriefing vise à la fois à soulager la douleur psychique causée par le choc émotionnel et à réduire le risque de survenue ultérieure de complications psychiatriques (notamment d'un trouble de stress post-traumatique ou traumatisme psychique) ou à en réduire l'intensité. Il est généralement suivi d'un second entretien. En France, le réseau des CUMP assure de tels soins dans le cadre du SAMU, mais de nombreux autres praticiens y sont également formés.

### Psychothérapies corporelles

#### Analyse psycho-organique
L'analyse psycho-organique, théorie et méthode élaborée par Paul Boyesen, allie intimement le travail corporel et le travail analytique. Elle combine les méthodes de la psychologie biodynamique et la démarche psychanalytique classique telle qu'elle a été formulée par Sigmund Freud en intégrant la vision psychologique plus large proposée par Carl Jung, puis « intégrée dans le corps » par Wilhelm Reich,,.

#### Thérapie primale
La thérapie primale attribue à la frustration dans l'enfance et la souffrance vécue comme intolérable par le sujet qui en découle un rôle fondateur dans la genèse du trouble psychique. Cette première expérience traumatique entraîne un clivage névrotique du moi qui a pour fonction de refouler dans l'inconscient cette souffrance et la scène historique qui l'englobe et la contextualise. Mais ce besoin refoulé verrouillé par un schéma défensif psychologique sous forme de négations ou croyances, perdure dans toute son énergie et crée une tension permanente à la recherche illusoire d'une satisfaction réelle, tension qui s'actualise sous forme de pensées et d'activités compulsives.
Dans cette perspective le but de la thérapie est de permettre de se réapproprier consciemment ce besoin en réduisant les postures défensives afin de se remémorer et revivre la scène primitive traumatique. Ce retour à la conscience du souvenir s'accompagne d'une réactivation de la souffrance qui lui est associée, souffrance dès lors reconnue, acceptée et intégrée au moi pour être affrontée et revécue dans l'expression libératrice d'un cri vital.

#### Médiation
Les méthodes thérapeutiques qui utilisent une médiation, c'est-à-dire qui n'utilisent pas exclusivement la parole, ne sont pas à proprement parler des psychothérapies. Elles peuvent utiliser la création artistique, la danse, le corps. En voici une liste non exhaustive :
- l'art-thérapie ;
- l'analyse bioénergétique ;
- l'éducation créatrice par la peinture d'Arno Stern ;
- la danse-thérapie ;
- l'équithérapie, ou plus généralement la zoothérapie ;
- la relaxation, souvent une étape avant une psychothérapie ;
- la sophrologie ;
- le training autogène de Schultz, une technique de relaxation thérapeutique visant un apaisement du stress et de l'anxiété, à travers l'obtention d'un état d'auto-hypnose, aussi utilisée par certains médecins dans un but d'aide au contrôle de l'anxiété et du stress chez les patients présentant une maladie physique, comme une maladie cancéreuse, ou encore une maladie psychosomatique ;
- le rêve-éveillé, utilisation de l'imaginaire et du symbolique via l'élaboration à l'état de veille de scénarios de type onirique ;
- la musicothérapie : utilisation de la musique dans une démarche de soins (musicothérapie active, musicothérapie réceptive, détente psychomusicale) ;
- la scénothérapie utilise le texte littéraire et sa beauté formelle comme inducteur d'émotions.

### Autres formes
À côté des principales approches évoquées ci-dessus, il existe de nombreuses autres pratiques psychothérapeutiques, pour certaines élaborées à partir d'une base scientifique, pour d'autres inspirées de pratiques traditionnelles, mais dont la validité est rarement démontré rigoureusement. On peut ainsi citer :
- la psychothérapie tantrique ;
- le focusing ;
- la psychosynthèse ;
- la thérapie de la réalité (dite aussi thérapie du choix) ;
- la constellation familiale ;
- la psychothérapie transpersonnelle ;
- la psychothérapie existentielle ;
- les thérapies de la mémoire retrouvée (TMR) (voir infra).

#### Inspirée de l'école française
Bien qu'aujourd'hui l'analyse psychologique de Janet ne soit plus appliquée, on constate un retour de cette approche clinique française. Le but de cette psychothérapie est de « permettre à la personne de réactiver ses processus adaptatifs », et ceci à moyen (quelques mois) ou à long terme (quelques années) suivant les besoins.
Le psychothérapeute issu de ce courant base son intervention sur l'analyse de la relation intersubjective (différent du transfert en psychanalyse) avec le patient, c’est-à-dire qu'il y a réelle interaction entre deux sujets à part entière, en prenant en compte « à la fois la psychogenèse et la structure du patient ».

#### Mémoire retrouvée (TMR)
Ces thérapies sont dans la littérature appelées TMR, thérapies de la mémoire refoulée ou retrouvée, TSR, thérapies des souvenirs refoulés, RMT, Repressed Memory Therapy, ART, Age Regression Therapy, DEP, Deep Emotional Therapy… Leurs objectifs communs sont de retrouver par la thérapie à l’âge adulte des souvenirs d’abus sexuels « refoulés » (au sens freudien), survenus dans l’enfance.
Selon E. Loftus, spécialiste américaine de l’étude de la mémoire) ou R. Webster, rien ne permet de prouver, en l’état actuel de nos connaissances, que le refoulement inconscient existe, ni qu’un souvenir retrouvé en psychothérapie soit vrai. R. Webster constate : « À ce jour, on a été incapable de produire des preuves solides qu’un seul souvenir d’abus sexuel retrouvé en thérapie corresponde à de réels épisodes. On a en revanche abondamment prouvé que la mémoire (surtout la mémoire enfantine) est extraordinairement malléable et imprécise. » (1995, p. 484)
Aujourd’hui, ces pratiques thérapeutiques sont dénoncées par des scientifiques de renom, des associations professionnelles de psychiatres et de psychologues, qui vont jusqu’à les interdire à leurs membres, comme en Grande-Bretagne le Royal College of Psychiatrists (en).

## Évaluation et recherche
L'importance de la pertinence des pratiques relevant de la psychothérapie, tant pour les individus qu'au niveau collectif, justifie des actions d'évaluation et d'analyse d'efficacité même si elles sont complexes à réaliser.

### Théorie Dodo Bird Verdict
Le verdict de l'oiseau Dodo est la thèse selon laquelle les principaux modèles de psychothérapie auraient tous une efficacité équivalente. Le terme anglais d'origine, Dodo Bird Verdict, est emprunté à un passage d’Alice au Pays des merveilles, dans lequel l'oiseau dodo déclare à l'issue d'une course que tous les candidats ont gagné et méritent un prix. Ce phénomène paradoxal a été mis en évidence par Saul Rozensweig en 1936. Selon lui, toutes les psychothérapies seraient efficaces et auraient une efficacité comparable. Une étude sur l'efficacité des psychothérapies réalisée par Lester Luborsky en 1975 confirma cette hypothèse lança un large débat ainsi qu'une série d'études contradictoires. Les partisans du verdict de l'oiseau Dodo s'appuient sur une théorie dite théorie des facteurs communs. Cette théorie explique l'équivalence des résultats de toutes les psychothérapies en s'appuyant sur les ressemblances entre les approches. Ces ressemblances formeraient des facteurs d'efficacité plus lourds que les différences entre les approches. Les facteurs communs, expliquant l'essentiel des résultats, concerneraient essentiellement la qualité de l'alliance thérapeutique, c'est-à-dire l'attitude positive des patients envers la thérapie, l'attitude chaleureuse et supportive du thérapeute, ainsi que la constance du cadre thérapeutique. Un des intérêts du débat autour du Dodo Bird Verdict a été de faire prendre conscience de questions qui traversent l'ensemble du champ de la psychothérapie telles que celles de l'alliance thérapeutique ou du consentement éclairé, qui peuvent, en effet, possiblement s'appliquer à chacune des techniques psychothérapeutique. Ce type de théorie plaide pour le maintien d'une diversité de thérapies et l'indication des traitements en fonction des préférences des patients plutôt qu'en fonction de leurs pathologies. En effet, un patient démontrant une attitude positive envers un certain type de thérapie aurait de plus grandes chances de bénéficier de résultats positifs. Le verdict de l'oiseau Dodo reste néanmoins un construit statistique qui peut être contredit par certaines situations particulières. Certaines attitudes psychothérapeutiques communes à de nombreuses formes de thérapie et généralement efficaces peuvent ainsi s'avérer dangereuses ou particulièrement contre-indiquées dans le cas de certains patients fragiles ou sensibles à l'alliance thérapeutique sur un mode pathologique.

### Études

#### Thérapies comportementales et cognitives
Le modèle particulier des thérapies comportementales et cognitives, qui visent la réduction de symptômes, les rend particulièrement aptes à l'évaluation de leurs résultats. Une très vaste littérature porte ainsi sur l'efficacité de ces thérapies sur diverses pathologies. Les TCC se sont ainsi notamment montrées efficaces[réf. nécessaire] dans la dépression, les troubles anxieux et phobiques et les troubles bipolaires. Pour la schizophrénie, une récente méta-analyse a montré une absence d'efficacité significative et de nombreux biais méthodologiques dans les études antérieures.

#### Rapport Inserm de 2004
Des études, dont le rapport de l'Inserm en 2004, visent à comparer l'efficacité de thérapies différentes par la méthode des méta-analyses. Le rapport tendrait à prouver que certaines psychothérapies seraient peu efficaces quand d'autres le seraient plus. Les thérapies cognitivo-comportementales seraient ainsi d'une efficacité supérieure à celles de la psychanalyse et des thérapies systémiques dans la quasi-totalité des troubles étudiés. Ces résultats ont été critiqués par des psychanalystes,,,,.
Études récentes d'efficacité
Selon Guenaël Visentini, « le rapport d’expertise de l’Inserm, pour part recevable à sa parution, apparaît aujourd’hui relativement daté, tant au plan méthodologique que dans ses conclusions. Les plus récentes études d’efficacité démontrent en effet que les thérapies psychanalytiques et cognitivo-comportementales ne présentent pas de différences notables d’efficacité, pour la quasi-totalité des troubles connus.
En 2020, dans une revue systématique de la littérature scientifique récente, François Gonon et Pierre-Henri Keller ont sélectionné pour leur qualité méthodologique onze articles postérieurs au rapport de l’Inserm, évaluant l’amélioration des symptômes à l’issue de psychothérapies inspirées par la psychanalyse. « Ils concluent tous, écrivent-ils, que l’effet des psychothérapies psychanalytiques est robuste. Dix articles de méta-analyses ont comparé une psychothérapie psychanalytique à un traitement actif (exemples : autre psychothérapie, médication). Un seul rapporte une infériorité cliniquement significative des psychothérapies psychanalytiques par rapport aux psychothérapies cognitivo-comportementales. Cinq articles de méta-analyse et trois études randomisées ont comparé des psychothérapies psychanalytiques de long terme (plus d’un an) à divers traitements actifs. Tous ont conclu à une efficacité des psychothérapies psychanalytiques égale ou supérieure à celle des traitements actifs de comparaison ». En conclusion, ils constatent que les études concernant les psychothérapies psychanalytiques se sont multipliées depuis 2003 dans les revues biomédicales. « Elles montrent que, pour la plupart des troubles mentaux fréquents, les psychothérapies psychanalytiques sont aussi efficaces que les psychothérapies cognitivo- comportementales. »
Il apparaît dès lors que la différence majeure entre les unes et les autres ne se situe pas sur le plan de l’efficacité, mais sur celui de l’éthique. Les thérapies inspirées de la psychanalyse considèrent que le dynamisme majeur du processus thérapeutique est inhérent au patient, et qu’il doit être stimulé, tandis que les thérapies cognitivo-comportementales situent ce dynamisme dans la technique utilisée pour modifier le patient. Dans le premier cas le savoir sur la pathologie doit être délivré chez un patient qui l’ignore, dans le second, il s’agit de l’application d’une technique maîtrisée par le thérapeute.

#### Histoire
- Henri F. Ellenberger, Histoire de la découverte de l'inconscient, éd. Fayard, 1994, réédité en 2001, 975 pages  (ISBN 2213610908)
- Henri F. Ellenberger, Médecines de l'âme, éd. Fayard, 1995  (ISBN 2213595003)
- Bernard Brusset, Les Psychothérapies, éd. PUF, coll. « Que sais-je ? »  (ISBN 2130552013)
- Joseph Breuer et Sigmund Freud, Études sur l'hystérie (1895), éd. PUF, 2002  (ISBN 2130530699)
- Élisabeth Roudinesco et Michel Plon, Dictionnaire de la psychanalyse, Paris, Fayard, 2011, 1789 p. (ISBN 978-2-253-08854-7)

#### Psychothérapie
- Edmond Marc, Guide pratique des psychothérapies, éd. Retz, 2008  (ISBN 2-7256-2007-4)
- Marie-Rose Moro, Christian Lachal & alii, Les psychothérapies : Modèles, méthodes, et indications, éd. A. Colin, coll. Cursus, 2006  (ISBN 2200267967)
- Michel Richard, Les courants de la psychologie, éd. Chronique sociale, 1999  (ISBN 2-85008-285-6)
- Nathalie Sinelnikoff, Les psychothérapies : dictionnaire critique, 2006, ESF éditeur  (ISBN 978-2-7101-1755-1)
- Carl Rogers, La relation d'aide et la psychothérapie, ESF éditeur  (ISBN 9782710119487)
- Juan Luis Linares, Carmen Campo, Psychothérapie des états dépressifs, 2002 ESF éditeur  (ISBN 978-2-7101-1582-3)
- Philippe Caillé, Mara Selvini Palazzoli, Familles et thérapeutes, 2006, ESF éditeur,  (ISBN 978-2-7101-1796-4)
- Thierry Tournebise, L'Écoute thérapeutique, 2005, ESF éditeur,  (ISBN 978-2-7101-1750-6)
- Olivier Chambon & Michel Marie-Cardine, Les bases de la psychothérapie, éd. Dunod  (ISBN 2-10-007061-4)
- Tobie Nathan (Dir). Psychothérapies, éd. O. Jacob  (ISBN 2738105637)
- Nicolas Duruz & Michèle Gennart (Dir). Traité de psychothérapie comparée, éd. Médecine et Hygiène  (ISBN 2-88049-168-1)
- Edmond Marc & Alain Delourme, Pratiquer la psychothérapie, éd. Dunod  (ISBN 2-10-006881-4)
- Fédération française de psychothérapie (FFdP, devenue depuis la FF2P), Tan Nguyen (Dir). Pourquoi la psychothérapie ? Fondements, méthodes, applications, éd. Dunod  (ISBN 2-10-049030-3)
- Fédération française de psychothérapie et de psychanalyse (FF2P). Être psychothérapeute, sous la direction de S. Ginger, E. Marc, A. Tarpinian, éd. Dunod, 2006  (ISBN 2-10-050052-X)
- Serge Ginger, Psychothérapie : 100 réponses pour en finir avec les idées reçues, éd. Dunod, 2006  (ISBN 2-10-049587-9)

#### Psychanalyse et psychothérapie
- É. Roudinesco et M. Plon, Dictionnaire de la psychanalyse(1er éd. LGF, 1997), Entrée « Psychothérapie », Paris, Fayard, Le Livre de Poche, 2011,  (ISBN 978-2-253-08854-7).
- Dictionnaire international de la psychanalyse (dir. Alain de Mijolla), Entrée: « Psychothérapie » (par Serge Frisch), Paris, Hachette littératures, 2005.
- Psychanalyse et psychothérapie, Daniel Widlöcher (éd), Coauteurs : Marilia Aisenstein - Christine Anzieu-Premmereur - Alain Braconnier - Bernard Brusset - Raymond Cahn - Serge Frisch - Bernard Golse - Roland Gori - Bertrand Hanin - Christian Hoffmann - Christian Lachal - Jean Laplanche - Sylvain Missonnier - Marie Rose Moro - Roger Perron - René Roussillon - Jacques Sédat, F-31520 Ramonville, érès, 2008, Le Carnet psy (dir. Manuelle Missonnier),  (ISBN 978-2-7492-0854-1).
- Jacques Sédat, « La psychanalyse et l'État », dans Figures de la psychanalyse, 2001/2, no 5.
  - « Freud, l'invention de la cure analytique », Études, 2010/9 t. 413.
  - « La législation sur l'usage du titre de psychothérapeute », Figures de la psychanalyse, 2011/2, no 22.

#### Évaluation
- Nicolas Duruz, Psychothérapie ou psychothérapies ? Prolégomènes à une analyse comparative, éd. Delachaux et Niestlé, coll. actualités pédagogiques et psychologiques  (ISBN 2-603-00911-7)
- J.-M. Thurin, Évaluer les psychothérapies : méthodes et pratiques, éd. Dunod, coll. psychothérapies, 2007  (ISBN 9782100507085)